# Pandanus julianettii

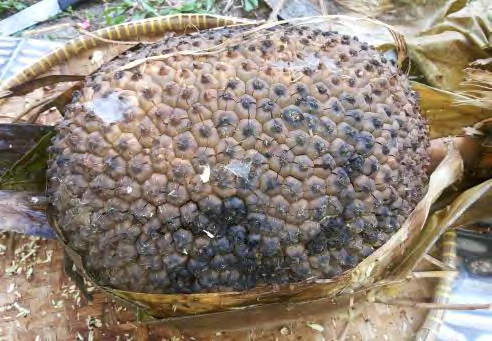
Owocostan Pandanus julianettii

Pandanus julianettii Martelli – gatunek rośliny z rodzaju pandan z rodziny pandanowatych. Występuje naturalnie na wysokości od 1300 do 3300 m n.p.m. w lasach w Górach Centralnych i na półwyspie Huon na Nowej Gwinei. Uprawiana ze względu na jadalne, smaczne i odżywcze owoce, zwane orzechami karuka.
Epitet gatunkowy honoruje Amadeo Giulianetti, przyrodnika żyjącego w latach 1869–1901.

## Morfologia
PokrójSłabo rozgałęzione, wyprostowane drzewo o wysokości 10–30 metrów. Pień prosty, o średnicy 30 cm, u nasady z korzeniami powietrznymi.
LiścieWyrastające w naprzeciwległych parach, ułożonych spiralnie na pędzie. Blaszki liściowe duże, grube, skórzaste, szeroko równowąskie, długości 300–400 cm, szerokości 8–12 cm, stopniowo zaostrzone, ze skierowanymi do góry kolcami blisko wierzchołka.
KwiatyRoślina dwupienna, kwiaty męskie i żeńskie wyrastają na osobnych drzewach. Kwiaty męskie zebrane w dużą, rozgałęzioną, gęstą kolbę, złożoną z 12 długich, cylindrycznych kłosów. Każdy kłos składa się z licznych wiązek pręcików zrośniętych nitkami. Każda wiązka składa się z kolumny długości ok. 3 mm, na której osadzonych jest 6–9 niemal siedzących główek. Okwiat nieobecny. Kwiatostan żeński składa się z pojedynczej, jajowatej lub elipsoidalnej, zrosłoowockowej główki, składającej się z 700–1000 owocolistków, otoczonej przez kremowobiałe przysadki.
OwoceOwocostan pestkowcowy osiągający wagę 16 kg. Każdy pestkowiec o wymiarach 8–10×1,5 cm. Endokarp cienki i twardy. Bielmo białe, obfite, oleiste, słodkawe.

## Systematyka
Gatunek z rodzaju pandan z rodziny pandanowatych. Według niektórych badaczy gatunek ten jest kultywarem lub grupą kultywarów pochodzącym od gatunku botanicznego Pandanus brosimos.

## Znaczenie użytkowe
Rośliny spożywczePandanus julianettii jest uprawiany w górach Nowej Gwinei oraz na wyspach Pacyfiku. Owoce tego drzewa, zwane orzechami karuka, są jadalne na surowo, po upieczeniu lub uwędzeniu. Są bardzo smaczne, słodkawe i mają smak kokosowy. Są istotnym elementem diety społeczności obszarów górskich Nowej Gwinei, będąc jednym z niewielu dostępnych tam źródeł białka. Gąbczasty rdzeń owocostanu, przypominający plaster miodu, również jest spożywany po ugotowaniu. Na wyspach Polinezji spożywane są również młode liście oraz wierzchołki korzeni powietrznych.
Inne zastosowaniaPnie i korzenie powietrzne drzew wykorzystywane są jako materiał budowlany. Liście służą do budowy szałasów.